# BMD-2

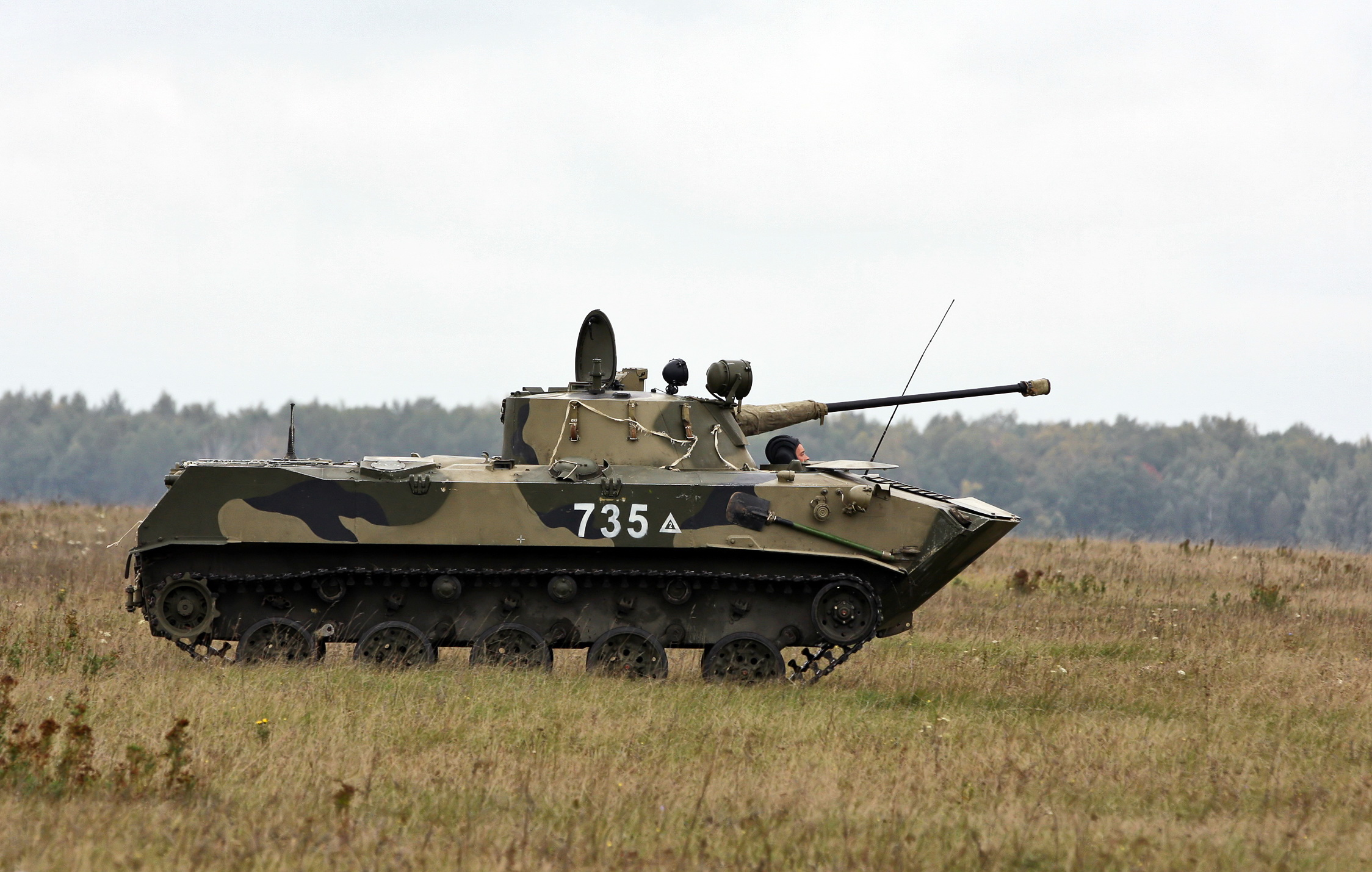
Um BMD-2 de um batalhão paraquedista russo.

O BMD-2 é um veículo de combate de infantaria desenvolvido para as forças paraquedistas russas, introduzido ao serviço em 1985. Ele foi construído como uma variante do BMD-1, só que com alguns aprimoramentos como um novo canhão e um casco melhor. BMD significa "Boyevaya Mashina Desanta" (Боевая Машина Десанта, ou "Veículo de Combate Paraquedistas"). A OTAN lhe deu a designação BMD M1981/1.

## Utilizadores
Atuais
- Iraque - 250 ativos em 2012.
- Rússia - cerca de 849 no serviço ativo e outros 1 500 estocados na reserva, em 2013.[3]
- Ucrânia - 63 ativos em 1995 e 78 entre 2000 e 2005.[4]
- Uzbequistão - 9 ativos entre 2000 e 2005.[5]

Antigos
- União Soviética - passado para Estados sucessores.